# أوزفالدو راميريز (لاعب كرة قدم)
أوزفالدو راميريز (بالإنجليزية: Osvaldo Ramírez)‏ هو لاعب كرة قدم أمريكي، ولد في 13 مايو 1997 في ويسكونسن في الولايات المتحدة.

## وصلات خارجية
- أوزفالدو راميريز (لاعب كرة قدم) على موقع قاعدة بيانات كرة القدم.إي يو (الإنجليزية)
- أوزفالدو راميريز (لاعب كرة قدم) على موقع Soccerway.com (الإنجليزية)